# Tetragnatha luteocincta
Tetragnatha luteocincta là một loài nhện trong họ Tetragnathidae.
Loài này thuộc chi Tetragnatha. Tetragnatha luteocincta được Eugène Simon miêu tả năm 1908.